# Ерча (Муреш)
Ерча (рум. Ercea) — село у повіті Муреш в Румунії. Входить до складу комуни Бела.
Село розташоване на відстані 283 км на північний захід від Бухареста, 20 км на північ від Тиргу-Муреша, 69 км на схід від Клуж-Напоки, 146 км на північний захід від Брашова.

## Населення
За даними перепису населення 2002 року у селі проживали 215 осіб. Рідною мовою 208 осіб (96,7%) назвали румунську.
Національний склад населення села:
| Національність | Кількість осіб | Відсоток |
| -------------- | -------------- | -------- |
| румуни         | 177            | 82,3%    |
| цигани         | 31             | 14,4%    |
| угорці         | 7              | 3,3%     |